# Thelypteris glandulosa
Thelypteris glandulosa är en kärrbräkenväxtart som först beskrevs av Nicaise Augustin Desvaux, och fick sitt nu gällande namn av George Richardson Proctor. Thelypteris glandulosa ingår i släktet Thelypteris och familjen Thelypteridaceae.

## Underarter
Arten delas in i följande underarter:
- T. g. brachyodus
- T. g. longipilosa